# Шкала Олпорта
Шкала Олпорта — разработанная американским психологом Гордоном Олпортом шкала для описания поведенческого компонента предубеждений. 
Шкала была предложена им в 1954 году в монографии «Природа предубеждений». Согласно предложенной шкале, автор выделяет пять ступеней дискриминации:
1. Вербальное выражение антипатии, выражающееся в неприязненных высказываниях и оскорблениях.
2. Избегание контактов с группой лиц, по отношению к которой испытывается неприязнь.
3. Дискриминация, проявляющаяся в активных действиях членов группы, в том числе, например, исключение их из некоторых сфер деятельности, лишение возможности обучения, определённых мест проживания и другое.
4. Проявление актов насилия, выражающихся в физических нападениях на членов определённой группы, осквернению их кладбищ и др.
5. Истребление, то есть физическое уничтожение путём суда Линча, погромов, геноцида и другое.